# Bondefangeri i Vaterland
Bondefangeri i Vaterland är en norsk svartvit stumfilm (drama) från 1911. Filmen är en av de allra tidigaste norska filmerna och regisserades av Pehr Qværnstrøm, som också skrev filmens manus och spelade huvudrollen som bonden. Filmen fotades av Henrik Jaenzon och producerades av bolaget Internationalt Films-Kompani AS. Den hade norsk premiär den 11 november 1911.

## Handling
Tidigt en morgon lämnar en bonde sitt hem i Grukkedal för att resa till Kristiania där han ska sälja sin gris. Han förmanas av hustrun att passa sig för huvudstadens bondfångare. I Kristianiastadsdelen Vaterland träffar han ett till synes trevligt sällskap som bjuder honom med till en krog. Där super de honom full och stjäl hans gris och plånbok. Sällskapet beställer en bil och reser flott genom staden med den skrikande grisen. Till slut slår sig sällskapet ned vid en vacker plats i det gröna. Lyckan varar inte länge då en godsägare dyker upp och kör iväg dem.

## Rollista
- Pehr Qværnstrøm – bonden
- Signe Danning  – "Den hvide Rose", gatflicka
- Hans Hedemark – Ola Snippen
- Chr. Nobel – Kal' Røver'n
- Mathea Tønder – bondens hustru (hennes enda filmroll)
- Emmy Worm-Müller – Agurka, gatflicka